# Koruna (botanika)

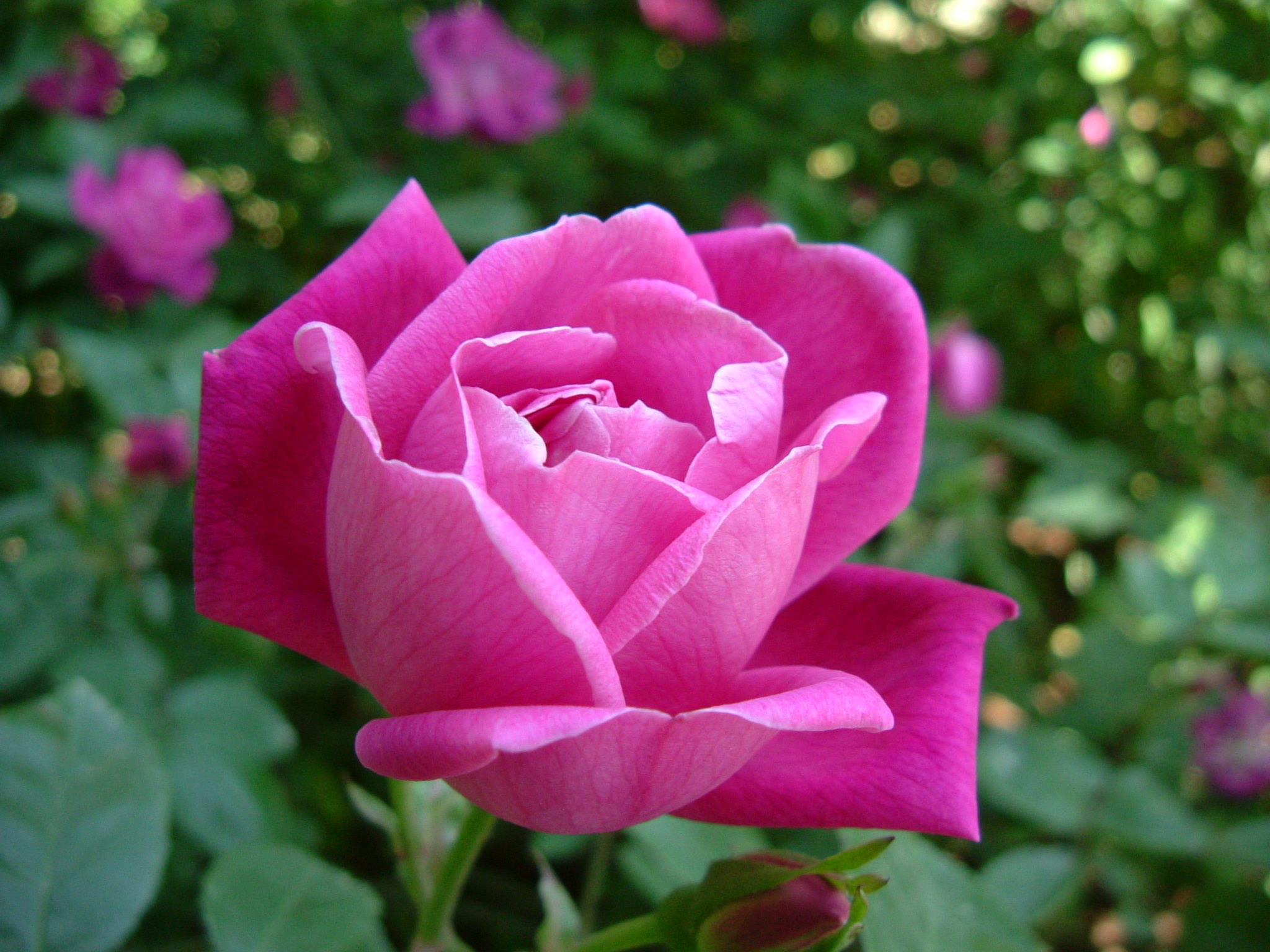
Čínská růže (ilustrační foto)

Koruna (corolla) je vnitřní část obalu květu. Skládá se z korunních lístků (petalum). Koruna je u rostlin opylovaných hmyzem při kvetení nejnápadnější části, tedy nejvíce přitažlivou, naopak u rostlin opylovaných větrem může být nenápadná nebo může zcela chybět. Uspořádání koruny je důležitý znak při určování rostlin. Role koruny v evoluci se zkoumá zejména od doby, kdy Charles Darwin přišel s teorií o původu prodloužených korun (řekl, že jsou výsledkem koevoluce opylovače a rostliny).

## Druhy korun
Dlouhou evolucí vznikly dva základní typy koruny, které mají rozdílně vyvinuté korunní lístky. Může to být:
- koruna volnolupenná (corolla choripetala)  – je tvořena na sobě zcela volnými korunními lístky (např. čeleď Ranunculaceae – pryskyřníkovité), z nichž každý je rozdělen na:
  - nehet (unguis) – tyčinkovitá tenká dolní část téměř zcela ukrytá v kalichu a
  - čepel (lamina) – horní část vystupující z kalichu, do plochy rozšířená, převážně nejviditelnější část květu.

nebo
- koruna srostlolupenná (corolla sympetala)  – korunní lístky jsou k sobě navzájem přirostlé (např. čeleď Oleaceae – olivovníkovité). U některého květu více, u jiného méně. Taková koruna je rozdělená na:
  - korunní trubku (tubus corollae) – trubkovitá spodní část vystupující z kalichu, je to srostlá část korunních lístků,
  - korunní lem (limbus corollae) - rozložená horní část koruny, je to nesrostlá část korunních lístků.

### Typ srůstu lístků
Koruna srostlolupenná má několik rozdílných podob podle toho, do jakého tvaru korunní lístky srostly:
- koruna baňkovitá (corolla urceolata)  – korunní trubka se směrem ven z kalichu zužuje, na konci má krátké, směrem ven zahnuté cípy, např. čeleď Ericaceae – vřesovcovité,
- k. dvoupyská (c. bilabiata)  – z korunní trubky vycházejí dva pysky s otevřeným ústím umístěné nad sebou, např. čeleď Lamiaceae – hluchavkovité,
- k jazykovitá (c. ligulata)  – krátká korunní trubka přechází v horní části v plochý jazyk, např. čeleď Asteraceae – hvězdnicovité, květy s korunou jazykovitou mohou vytvářet buď celé úbory anebo vyrůstají jen na okraji úboru a uprostřed jsou květy s korunou trubkovitou ,
- k. kolovitá (c. rotata)  – krátká korunní trubka se rozšiřuje do cípů plošně rozložených, např. čeleď Scrophulariaceae – krtičníkovité,
- k. kulovitá (c. globosa)  – kulovitá trubka zúžena na konci do hrdla s malým lemem většinou vytočeným směrem ven, např. čeleď Convallariaceae – konvalinkovité,
- k. nálevkovitá (c. infundibuliformis)  – s trubkou směrem ven se zvolna rozšiřující, např. čeleď Solanaceae – lilkovité,
- k. řepicovitá (c. hypocrateridormis)  – dlouhá trubka se v horní části rozšiřuje v široký plochý okraj, např. čeleď Caprifoliaceae – zimolezovité,
- k. šklebivá (c. personata)  – z korunní trubky vycházejí dva pysky s uzavřeným ústím, při zmáčknutí se otevře, např. čeleď Lentibulariaceae – bublinatkovité,
- k. tlamatá (c. ringens)  – z korunní trubky vycházejí dva pysky se širokým otevřeným ústím, např. čeleď Lamiaceae - hluchavkovité,
- k. trubkovitá (c. tubulosa)  – korunní trubka je tvaru úzkého dutého válce, lem tvoří pokračování aniž se nápadně rozšiřuje, v horní části má jen velmi malé cípy, např. čeleď Asteraceae - hvězdnicovité,
- k. zvonkovitá (c. campanulata)  – korunní trubka s cípy má tvar zvonku, např. čeleď Campanulaceae – zvonkovité.

### Květy bez koruny
Korunu nemusí mít všechny květy, například:
- květ bezobalný (flos achlamydeus) nemá kalich ani korunu  – např. čeleď Salicaceae – vrbovité,
- květ monochlamydní (flos monochlamydeus) má buď jen kalich nebo jen korunu  – např. čeleď Caryophyllaceae – hvozdíkovité (silenkovité).